# Fesa-Enfersa
Fesa-Enfersa fue una empresa española perteneciente al sector de la industria química cuya actividad estaba especializada en la elaboración de fertilizantes y derivados. En sus orígenes constituyó una filial del holding Ercros. Fesa-Enfersa llegó a ser uno de los principales fabricantes españoles de fertilizantes, si bien tuvo una corta existencia debido a la grave crisis que atravesó la empresa poco después de su nacimiento.

## Historia
En la década de 1980 la industria española de fertilizantes atravesaba una profunda crisis, por lo que desde el Estado se puso en marcha un plan de reconversión. En primera instancia se constituyó la sociedad «Fertilizantes Españoles» (FESA) a partir de la empresa Fosfórico Español y diversos activos que tenían los grupos ERT y Cros. Por su parte, el INI vendió el 80% de su participación en la Empresa Nacional de Fertilizantes (ENFERSA), que sería adquirida por el holding Ercros. Nació así una de las mayores empresas españolas de fertilizantes, Fesa-Enfersa, bajo el control de Ercros.
La nueva empresa tenía una posición preeminente en el mercado, disponiendo de centros de producción por toda la geografía española: Huelva, Sevilla, Cartagena, Puertollano, Sagunto, La Coruña, etc. A pesar de ello, heredó una situación financiera muy frágil de sus predecesores. En julio de 1992 tanto Fesa-Enfersa como Ercros se declararon en suspensión de pagos, incapaces de dar salida a la elevada deuda que tenían. Ante la crisis que atravesó la empresa se sucedieron los despidos y cierres de fábricas. Para 1995 se había llegado a un acuerdo entre Ercros y Freeport-McMoRan para la adquisición de Fesa-Enfersa por parte de esta última. Sin embargo, en el último momento Ercros se echó atrás y finalmente sería el Grupo Villar Mir el que se hizo con los activos de Fesa-Enfersa.
Se inició entonces un proceso de reorganización interna mediante el cual la antigua empresa se acabaría reconstituyendo, en 1997, como Fertiberia.